# Ansumané Mané
Ansumané Mané (* 1940; † 30. November 2000) war 1999 kurzzeitig Staatschef von Guinea-Bissau.

## Soldat
Mané stammte ursprünglich aus Gambia. Sein Vater war Gambier, während seine Mutter aus Guinea-Bissau stammte. Dort nahm er am Krieg der Partido Africano da Independência da Guiné e Cabo Verde (PAIGC) gegen Portugal teil. Er galt als enger Gefolgsmann von João Bernardo Vieira, der sich 1980 an die Macht putschte. 1986 ernannte ihn Vieira zum Generalstabschef. Von 1995 bis 1996 war Mané Außenminister unter Präsident Vieira. Als Generalstabschef der Streitkräfte wurde er am 6. Juni 1998 unter dem Vorwurf illegaler Waffengeschäfte suspendiert. Er soll Waffen an Separatisten in Casamance geliefert haben, einer Region im Norden Guinea-Bissaus und im Süden des Senegal. Im folgenden Bürgerkrieg war er Anführer der Rebellen gegen den von Truppen Senegals und Guineas unterstützten Vieira. Während des Bürgerkrieges kam es am 29. Oktober 1998 zu einem Treffen zwischen Mané und Vieira in Gambia. Die Verhandlungen wurden in Abuja fortgesetzt, trotz mehrerer Vereinbarungen ging der Konflikt aber weiter bis den Rebellen der Sturz Vieiras gelang.

## Nach dem Sturz Vieiras
Zwischen dem 7. und 14. Mai 1999 war er Staatschef, bevor die Funktion an den Parlamentspräsidenten Malam Bacai Sanhá überging. Im Juni erlaubten Mané und die anderen Führer der neuen Regierung Vieira ins Exil zu gehen. Nach der Wahl von Kumba Ialá zog er sich aus der Politik zurück, geriet dann aber mit der neuen Regierung in Streit über eine Liste von Posten und Beförderungen für sich und seine Gefolgsleute. Ein weiterer Putschversuch am 23. November 2000 seinerseits scheiterte und er wurde 30 km von Bissau entfernt von Regierungstruppen erschossen. Unklar blieb, ob er während des Feuergefechtes getötet wurde oder nach seiner Gefangennahme.

## Nach Manés Tod
Wegen der Berichterstattung über den Tod Manés und die Behandlung seiner Anhänger untersagte Präsident Ialá später dem portugiesischen Sender Radiotelevisão Portugesa die weitere Arbeit in Guinea-Bissau. Der Fall trübte auch die Beziehungen Guinea-Bissaus zu Gambia, da dessen Präsident Yahya Jammeh vorgeworfen wurde, „subversive Aktivitäten“ gegen das Land gefördert zu haben. Im Juni 2002 drohte Präsident Ialá, Gambia zu „zerschmettern“. Nach Ialás Sturz im September 2003 beruhigte sich die Lage.